# 夔州之战
夔州之战，发生于北宋乾德二年（公元964年），交战双方为北宋军和后蜀军。该战斗最终以北宋军获胜告终。该战是北宋灭后蜀的重要一战。

## 战斗背景
乾德二年（公元964年）11月，宋太祖赵匡胤分派王全斌及刘光义两路进讨后蜀。其中刘光义率军连克松木寨、三会寨以及巫山寨，后蜀将领南光海等五千余人战死，生擒后蜀战棹都指挥使袁德弘等，夺取战舰二百余艘，后蜀水军损失六十余人。不久，刘光义部抵达夔州附近。

## 战斗准备

### 后蜀
后蜀在夔州的长江上用船只等物封锁江面，并在其上放置了多重敌栅，并沿江放置数门火炮。

### 北宋
刘光义部在此之前曾得到宋太祖的口谕，以及亲授的地图，战术制定已经比较完备，在夔州之战正式开始之前并未做太多休整。

## 战斗经过
在距离后蜀军封锁江面的位置三十余里的位置，刘光义率众弃舟登岸，破除了后蜀的江面障碍物，随后乘船直抵夔州城下。
后蜀军武守谦率领千余人出城迎战，刘光义派出时任马军都指挥使的张廷翰，两军交战与城外的猪头铺地区，后蜀军败走，张廷翰顺势攻下城门，进而攻陷夔州城。守城时身负重伤的后蜀主将宁江节度使高彦俦逃回府邸，因不愿被俘而自焚。其骸骨后被刘光义派人寻出，以礼安葬。

## 战斗影响
刘光义部后溯江西进，万州、施州、开州、忠州、遂州等州刺史均开城投降。这场战斗使得后蜀东部全线失守，加速了后蜀的灭亡。